# Jegor Sazonow
Jegor Sergiejewicz Sazonow lub Sozonow, ros. Егор Сергеевич Сазонов (Созонов) (ur. 26 maja 1879 w Pietrowskim, zm. 27 listopada 1910 w Gornym Zierientuju) – rosyjski rewolucjonista, członek Organizacji Bojowej eserowców, zabójca Wiaczesława Plehwego.

## Życiorys
Pochodził z chłopskiej rodziny staroobrzędowców; jego ojciec dzięki swojej pracy zdołał przenieść się do miasta i podjął pracę w handlu. Jak sam wspominał, w domu wychowywany był w duchu religijnym i monarchistycznym. Ukończył gimnazjum w Ufie i przez pewien czas działał w Uralskim Związku Socjaldemokratów i Socjalrewolucjonistów, nie popierając jednak idei terroru indywidualnego. W 1901 r. został relegowany z Uniwersytetu Moskiewskiego za udział w buncie studentów. Zmuszony do wyjazdu z Moskwy, udał się do Ufy i tam ponownie zaangażował się w prowadzenie propagandy rewolucyjnej. Aresztowany w marcu następnego roku, zbiegł z transportu na Syberię w lipcu 1903 roku i emigrował za granicę. Wrócił do kraju i od 1903 r. był członkiem Organizacji Bojowej Partii Socjalistów Rewolucjonistów. Zamachowcem postanowił zostać, gdy w więzieniu dowiedział się o krwawym stłumieniu strajku w Złatouście (marzec 1903) oraz o wymierzeniu kar cielesnych uczestnikom manifestacji w Wilnie (1902).
Brał udział w przygotowaniach do zamachu na Wiaczesława Plehwego, początkowo prowadząc obserwację przyszłej ofiary w przebraniu lokaja angielskiego kupca (którego udawał Borys Sawinkow). On też dokonał samego zamachu: 15 lipca 1904 roku rzucił bombę w karetę Plehwego na nabrzeżu petersburskiego Kanału Obwodowego, zabijając na miejscu ministra oraz stangreta, a także raniąc kilka innych osób. Sam doznał również ciężkich obrażeń, ponadto został pobity przez świadków zdarzenia. Życie uratowała mu przeprowadzona następnie operacja. 
Sazonow został następnie postawiony przed sądem i 30 listopada skazany na dożywotnią katorgę. 27 listopada 1910 r. popełnił samobójstwo w więzieniu zierientujskim, protestując przeciwko wymierzeniu dwóm współwięźniom kary cielesnej.